# Melbu
Melbu è un villaggio dell'arcipelago Vesterålen della municipalità di Hadsel nella contea di Nordland (Norvegia). Melbu è uno dei due abitati dell'isola di Hadseløya (l'altro è Stokmarknes). A Melbu si tiene un festival annuale estivo.